# پاول لانگرهانس
پاول لانگرهانس (آلمانی: Paul Langerhans؛ زاده ۲۵ ژوئیهٔ ۱۸۴۷ درگذشته ۲۰ ژوئیهٔ ۱۸۸۸) یک زیست‌شناس اهل آلمان بود. وی کاشف جزایر لانگرهانس و یاخته های دارینه ای است.
- مشارکت‌کنندگان ویکی‌پدیا. «Paul Langerhans». در دانشنامهٔ ویکی‌پدیای انگلیسی، بازبینی‌شده در ۱۴ آوریل ۲۰۱۴.
- «Paul Langerhans». دریافت‌شده در ۱۴ آوریل ۲۰۱۴.[پیوند مرده]

 
پاول لانگرهانس (Paul Langerhans) در سال ۱۸۴۷ در برلین زاده شد. اکثر اعضای خانواده او پزشک بودند و با استاد بنام دانشکده پزشکی برلین، رودولف ویرشو (Rudolf Virchow) دوستی نزدیک داشتند.
۱۸ ساله بود که تحصیل رشته پزشکی را در ینا (Jena) آغاز کرد و یک سال بعد به برلین بازگشت و شاگرد و همکار پروفسور ویرشو شد. ویرشو که استعداد، توانایی و کنجکاوی پاول جوان را می‌شناخت، او را واداشت که برای پایان‌نامه دکترایش در رشته آسیب‌شناسی، لوز‌المعده را زیر ذره‌بین بگذارد و همه بخش‌های ناشناخته آن را شرح دهد.
لانگرهانس در آزمایش‌های پی‌درپی خود توده‌های سلول‌هایی را در لوزالمعده کشف کرد که مانند جزیره‌هایی در میان بافت‌های پیرامون قرار گرفته‌اند ولی کارکردشان بر او معلوم و مشخص نبود.
پنج سال پس از مرگ لانگرهانس آسیب‌شناس فرانسوی ادوار لاگس (Edouard Laguesse) نام این توده‌های سلولی را "جزایر لانگرهانس" گذاشت و نیم قرن پس از این کشف مهم، مشخص شد که "جزایر لانگرهانس" با ترشح انسولین (واژه‌ای که از کلمه لاتین Insulinum یعنی جزیره گرفته شده) قند بدن انسان را تنظیم می‌کند.
پاول لانگرهانس ۲۵ ساله بود که پایان‌نامه فوق دکترایش را نوشت و در دانشگاه فرایبورگ به عنوان استاد به تدریس پرداخت. اما بیماری سل امانش نداد و از آن هنگام به بعد بیشتر عمرش را در آسایشگاه‌ها گذراند.
سرانجام به مجمع‌الجزایر مادیرا (Madeira) در اقیانوس اطلس رفت، درمانگاهی در آنجا تاسیس کرد و یکی از گونه‌های کمیاب کرم را در کاوش‌های خود در زمینه حیوانات دریایی کشف کرد و نامش را به یاد استاد و دوستش "ویرشویا" (Virchowia) گذاشت.
پاول لانگرهانس در ۴۰ سالگی در کشور پرتغال درگذشت.